# Port de Tampa

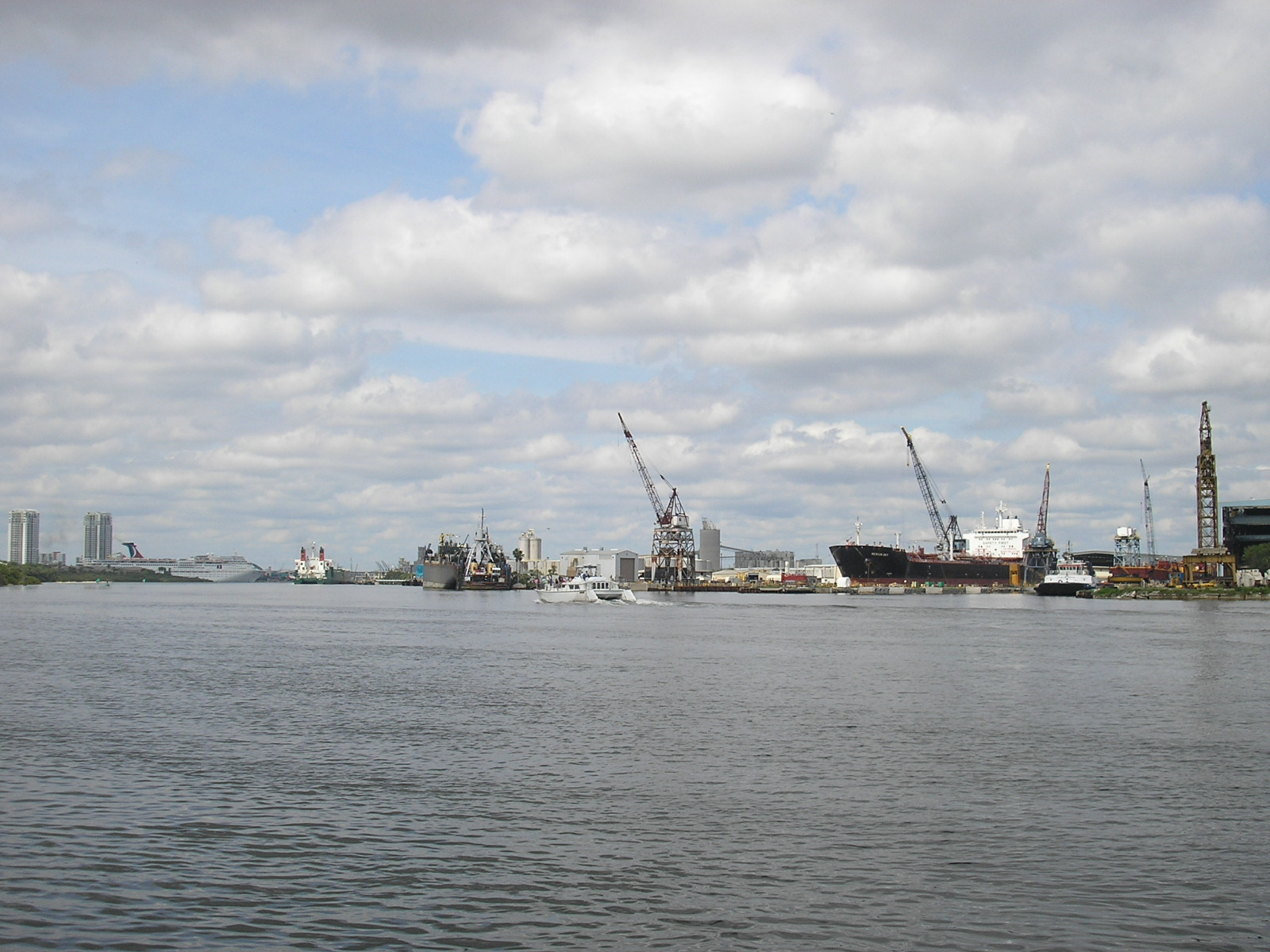
Le port de Tampa

Le Port de Tampa est situé sur la côte occidentale de l'État de Floride appelée aussi « Suncoast », dans le Sud-Est des États-Unis. 

## Description
Le port occupe plusieurs baies (baie de Tampa, baie de Hillsborough, baie de McKay, baie d'Old Tampa) et est situé à l'embouchure du fleuve Hillsborough au niveau du golfe du Mexique. Le port de Tampa est le septième des États-Unis et le premier de Floride par le tonnage total (environ 50 millions de tonnes de marchandises),,. Il est la porte de l’Amérique latine pour les États-Unis. L’essentiel de son trafic est constitué de vracs, d’hydrocarbures et de phosphates. Il est le deuxième port de croisière derrière Miami et trois lignes de croisières partent de Tampa : Carnival Cruise Line, Royal Caribbean International et Holland America Line. Tampa possède également un port important de pêche à la crevette. Il existe aussi plusieurs chantiers navals de réparation dans la zone portuaire. Parmi les lieux touristiques situés près du port se trouvent Channelside, l'Aquarium de Floride et le quartier historique d’Ybor City.